# Mashuun
Mashuun war eine österreichische Rockband, die 1972 in Fürstenfeld gegründet wurde. Sie gilt als eine der ersten Supergroups Österreichs und entstand nach Auflösung der Gruppen Music Machine und Mephisto. Im Gegensatz zu vielen steirischen Zeitgenossen spielten Mashuun fast ausschließlich Eigenkompositionen.

## Geschichte

### Aufstieg zur Kultband

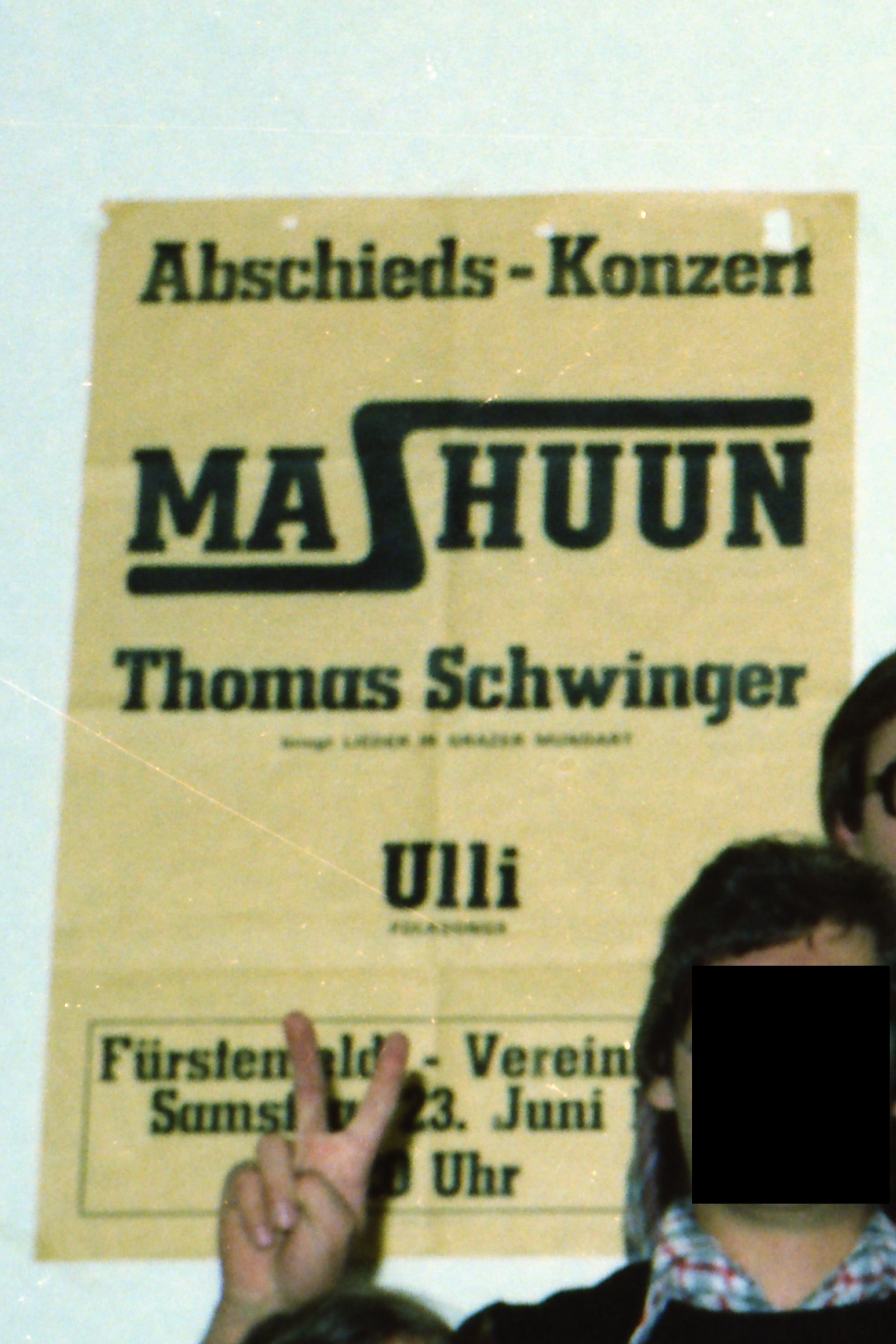
Abschiedskonzert Mashuun, 1973

Mashuun gründeten sich 1972 im oststeirischen Fürstenfeld. Sänger Gert Steinbäcker kam von der Grazer Formation Mephisto, Gitarrist Josef Jandrisits und Bassist Petrus Wippel von der Fürstenfelder Music Machine und Gitarrist Franz Posch und Schlagzeuger Peter Szammer von der ebenfalls aus Fürstenfeld stammenden Band Magic 69. Das Mischpult wurde abwechselnd von Franz Landl und Wolfgang Erwa bedient. Der erste gemeinsame Auftritt fand am 24. Juni 1972 statt. Der aus dem Marokkanischen stammende Bandname wurde laut Wippel in Anspielung auf ein cannabishaltiges Gebäck gewählt.
Die Gruppe galt wegen des musikalischen Talents ihrer Mitglieder und des Beharrens auf Eigenkompositionen in der Steiermark als herausragend und erreichte binnen kurzer Zeit Kultstatus. Der technisch versierte Wippel baute für die Band eine innovative PA-Anlage, daneben legte man großen Wert auf Showeffekte wie Tongeneratoren und Leuchtraketen. Nach regionalen Konzerterfolgen nahmen Mashuun per Tonbandeinsendung an einem Bandwettbewerb der deutschen Musikzeitschrift Fono Forum und des Tonbandherstellers BASF teil und erreichten unter 35 Mitbewerbern den zweiten oder dritten Platz. Ihr Preis bestand aus einer Aufnahme im Landesstudio Salzburg, die jedoch laut Angaben der Band am mangelnden Verständnis des Studiopersonals für ihren verzerrten Gitarrenklang scheiterte. Musikjournalisten lobten die Band fast einhellig, die Neue Zeit bezeichnete sie etwa als „eine der wenigen steirischen Bands, die dem echten Rock huldigen“.

„Sie spielen einen Stil, der nur sehr schwer zu kategorisieren ist. Das Repertoire ist äußerst abwechslungsreich, es erstreckt sich von Konzertgitarrestücken über elektronische Effekte und Tonmalerei bis zum aggressiven Rock. Akustische und visuelle Elemente bilden eine harmonische Einheit“

### Emigration in die BRD
Von der erfolgreichen Krautrockszene ermutigt, wanderte die Gruppe nach etwa zwei Dutzend Auftritten geschlossen in die BRD aus und richtete sich in der alten Dorfschule in Kröftel ein. Um für die Hausmiete aufkommen zu können, mussten die Mitglieder Nebenjobs annehmen und die Musik rückte in den Hintergrund. Franz Posch kehrte als erster nach Österreich zurück, nachdem sein Vater schwer erkrankt war und die Gruppe zerfiel schließlich, ohne ein einziges Konzert in Deutschland gespielt zu haben. Jandrisits spielte danach bei Guru Guru und Wippel startete eine Karriere als Tontechniker, nach einiger Zeit verschlug es aber alle wieder zurück in die Steiermark.
Der Mitschnitt eines gemeinsamen Konzerts mit Magic 69 vom 10. Februar 1973 sollte ursprünglich als Doppel-LP erscheinen. Magic 69 verhinderten die Veröffentlichung jedoch trotz bereits fertiggestellten Albumcovers und Masterbandes. 2016 erschien das Album Underground Made in Styria schließlich mit mehr als drei Jahrzehnten Verspätung bei Golden Pavillon Records.

## Diskografie
Alben
- 2016: Underground Made in Styria (Golden Pavillon Records, Kollaboration mit Magic 69, Aufnahme 10. Februar 1973)

Songs (Auswahl)
- Be My World
- Easy
- Hey Sister
- I Was the Rain
- Pussy & Fly
- Space
- Violett
- Walk by My Hand
- Witch’s Spell